# Châteauneuf-Miravail
Châteauneuf-Miravail é uma comuna francesa na região administrativa da Provença-Alpes-Costa Azul, no departamento dos Alpes da Alta Provença. Estende-se por uma área de 19,7 km², com  (Castelnovins) 79 habitantes, segundo os censos de 2010, com uma densidade de 4 hab/km².